# 豊江王
豊江王（とよえおう、延暦15年（796年） - 貞観5年7月16日（863年9月2日））は、平安時代初期から前期にかけての皇族。光仁天皇の後裔。三品・薭田親王の孫。高橋王の子。官位は正四位下・宮内卿。

## 経歴
嵯峨朝末の弘仁13年（822年）三世王の蔭位により従五位下に叙爵。淳和朝では天長2年（825年）少納言兼侍従に任ぜられ、天長5年（828年）には従五位上に昇叙された。
仁明朝では、承和5年（838年）正五位下、承和9年（842年）従四位下、嘉祥2年（849年）従四位上と累進し、この間に中務大輔・兵部大輔を歴任する。文徳朝初頭の嘉祥4年（851年）正四位下に至り、斉衡3年（856年）右京大夫と引き続き京官を務める。その後、斉衡4年（857年）下総権守、翌天安2年（858年）下野守と文徳朝末にかけては地方官を歴任した。
天安2年（858年）8月の文徳天皇崩御に際しては山作司を務め、同年11月の清和天皇即位後まもなく宮内卿として京官に復した。貞観4年（862年）老いと病により宮内卿を辞して自邸に退居した。翌貞観5年（863年）7月16日卒去。享年68。最終官位は前宮内卿正四位下。

## 官歴
『六国史』による。
- 弘仁13年（822年） 正月7日：従五位下（直叙）
- 天長2年（825年） 秋：少納言兼侍従
- 天長5年（828年） 正月7日：従五位上
- 承和5年（838年） 正月7日：正五位下
- 承和9年（842年） 7月25日：従四位下
- 承和10年（843年） 正月12日：中務大輔
- 嘉祥2年（849年） 正月7日：従四位上
- 嘉祥3年（850年） 2月25日：見兵部大輔
- 嘉祥4年（851年） 4月1日：出居侍従。11月26日：正四位下
- 斉衡3年（856年） 5月13日：右京大夫
- 斉衡4年（857年） 正月14日：下総権守
- 天安2年（858年） 正月16日：下野守。11月25日：宮内卿
- 貞観4年（862年） 日付不詳：罷官
- 貞観5年（863年） 7月16日：卒去（前宮内卿正四位下）